# パナース・リューブチェンコ

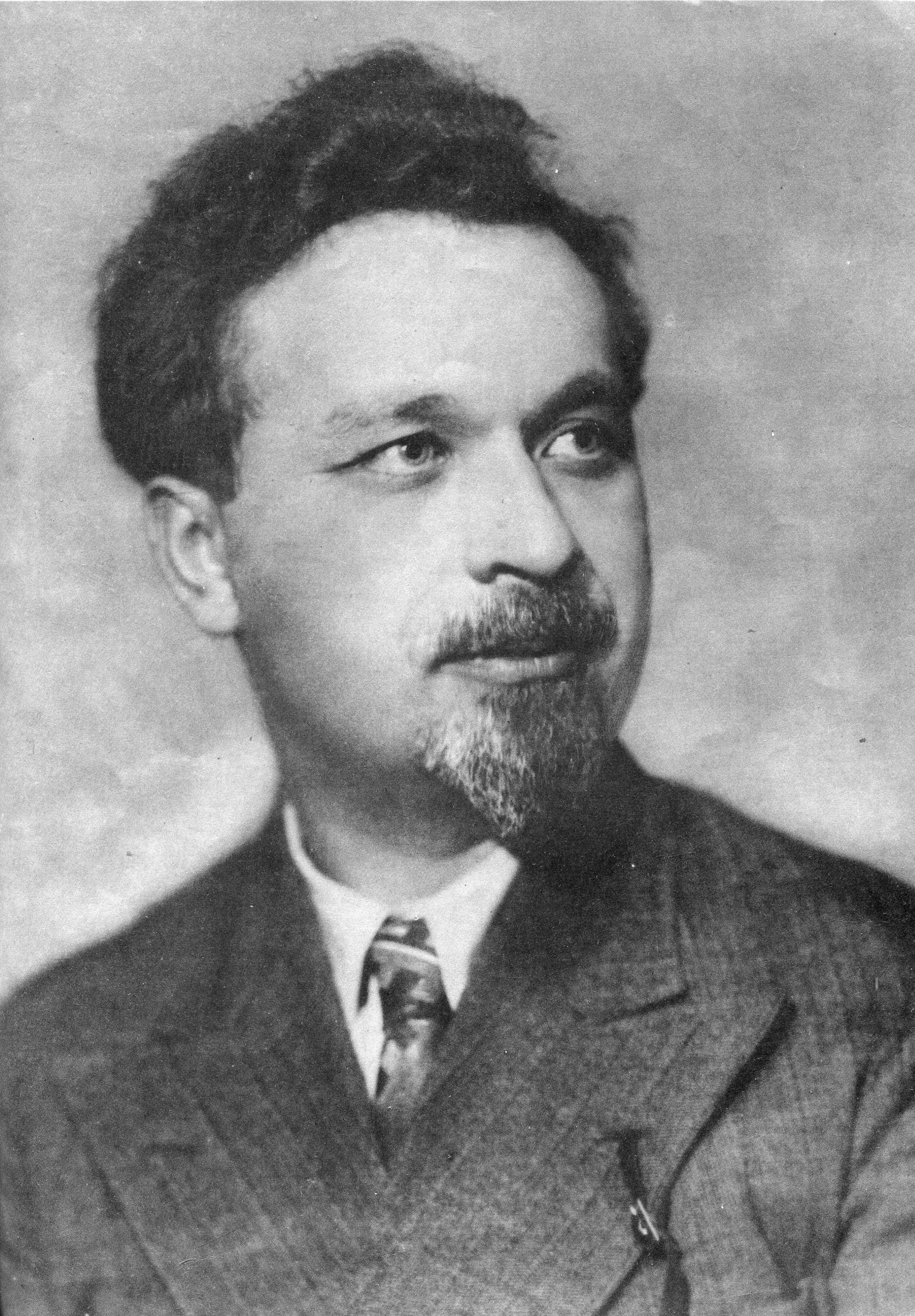
パナース・ペトローヴィチ・リューブチェンコ, 1937

パナース・ペトローヴィチ・リューブチェンコ（ウクライナ語:Панас Петрович Любченкоパナース・ペトローヴィチュ・リューブチェンコ、1897年1月14日（ユリウス暦1月2日） - 1937年8月30日）は、ウクライナ・ソ連の政治家。ウクライナ人。
パナース・リューブチェンコは、ロシア帝国時代の1897年1月に、現在のキエフ州のカハルルィクで生まれた。キエフ軍医学校を卒業後、ウクライナ社会革命党（ウクライナ・エスエル）に入党し、1916年から社会主義活動を行った。ロシア革命後、ウクライナの各社会主義政党が集まってウクライナ中央ラーダを結成すると、リューブチェンコもこれに参加した。
1919年には、ウクライナ人の共産党組織であるボロチビスト（ウクライナ共産党；Українська Комуністична Партія (боротьбистів)）を組織し、その指導者の一人として活動した。
ボロチビストはウクライナ社会革命党の左派として結成されたものであった。彼らはロシアのボリシェヴィキに近い政治思想を持ち、ウクライナにおいてもロシアにおけるのと同様のソヴィエト革命を遂行しようと考えていた。だが、1917年秋に赤軍が侵攻することによってウクライナ・ソヴィエト戦争が開戦されると、ボロチビストはロシア赤軍の武力侵攻に強く反対した。彼らは、ウクライナのソヴィエト革命はウクライナの共産主義者によってなされなければならないと考えていた。そのため、ロシアの軍隊・征服者によってソヴィエト革命が外部からウクライナに植え付けられることを良しとしなかった。1919年夏、ボロチビストは同派のウクライナ共産党を結成し、コミンテルンに同党のウクライナ代表としてのコミンテルンへの参加を要求した。
この要求が拒否され逆にボロチビスト派ウクライナ共産党のボリシェヴィキ派ウクライナ共産党への統合が要求されると、ボロチビストはボリシェヴィキの対立勢力となることを嫌い、1920年、同派共産党へ合流した。
リューブチェンコも、党が統合された1920年にボリシェヴィキ派ウクライナ共産党の党員 (член КП(б)У) となった。ウクライナ内戦が赤軍によって平定された1921年からは、リューブチェンコは党員として国家の業務に携わるようになった。1932年から1933年にかけてウクライナで大飢饉が発生すると、それを理由にヨシフ・スターリンはウクライナ政府やウクライナ共産党党員の粛清を始めた。大飢饉の発生の原因のひとつに1920年代にウクライナで進められたウクライナ化政策の「行き過ぎ」があげられ、この政策を推進した中心的な党員は生命を奪われた。1933年から1934年までの1年間で、ウクライナ共産党は10万の党員を失ったとされる。
そうした中、1934年、リューブチェンコはウクライナ政府の首相である主席人民委員に就任した。だが、彼の時代には粛清の嵐は一層激しさを増し、それはソ連全土に広がりのちに「大粛清」と呼ばれるようになった。リューブチェンコの政府は17人の閣僚全員が逮捕され、処刑された。追い詰められたリューブチェンコは妻を射殺して自らも拳銃自殺した。
スターリン死後の1965年に名誉回復された。